# Fontaine votive et groupe commémoratif du Pas de la Mule
La fontaine votive et le groupe commémoratif du Pas de la Mule sont un lieu de pèlerinage catholique situé à Verdelais, dans le département français de la Gironde, en France.

## Localisation
Le site se trouve au lieu-dit Le Luc ; depuis la basilique Notre-Dame, l'accès en est à environ 500 m par la route départementale D19e6 vers l'est (250 m) puis par une petite voie vers le nord sur 250 m.

## Historique
L'an 1295, Les Anglais menaçant d'envahir la Guyenne, la statue de N. D. de Verdelais fut cachée dans un trou maçonné.

L'an 1390, Isabelle Comtesse de Foix, traversant cette contrée, voit tout à coup sa mule s'arrêter, un pied enfoncé dans une pierre ; on lève cette pierre et on découvre la statue de N. D. de Verdelais.

L'aménagement du site en lieu de pèlerinage cultuel a lieu en 1895 : une fontaine votive est construite et un ensemble de six statues en grès céramique exécutées par le sculpteur Clerc en 1860.
Le site a été classé au titre des monuments historiques  par arrêté du 14 décembre 2010 pour la fontaine et le monument.

## Notes et références

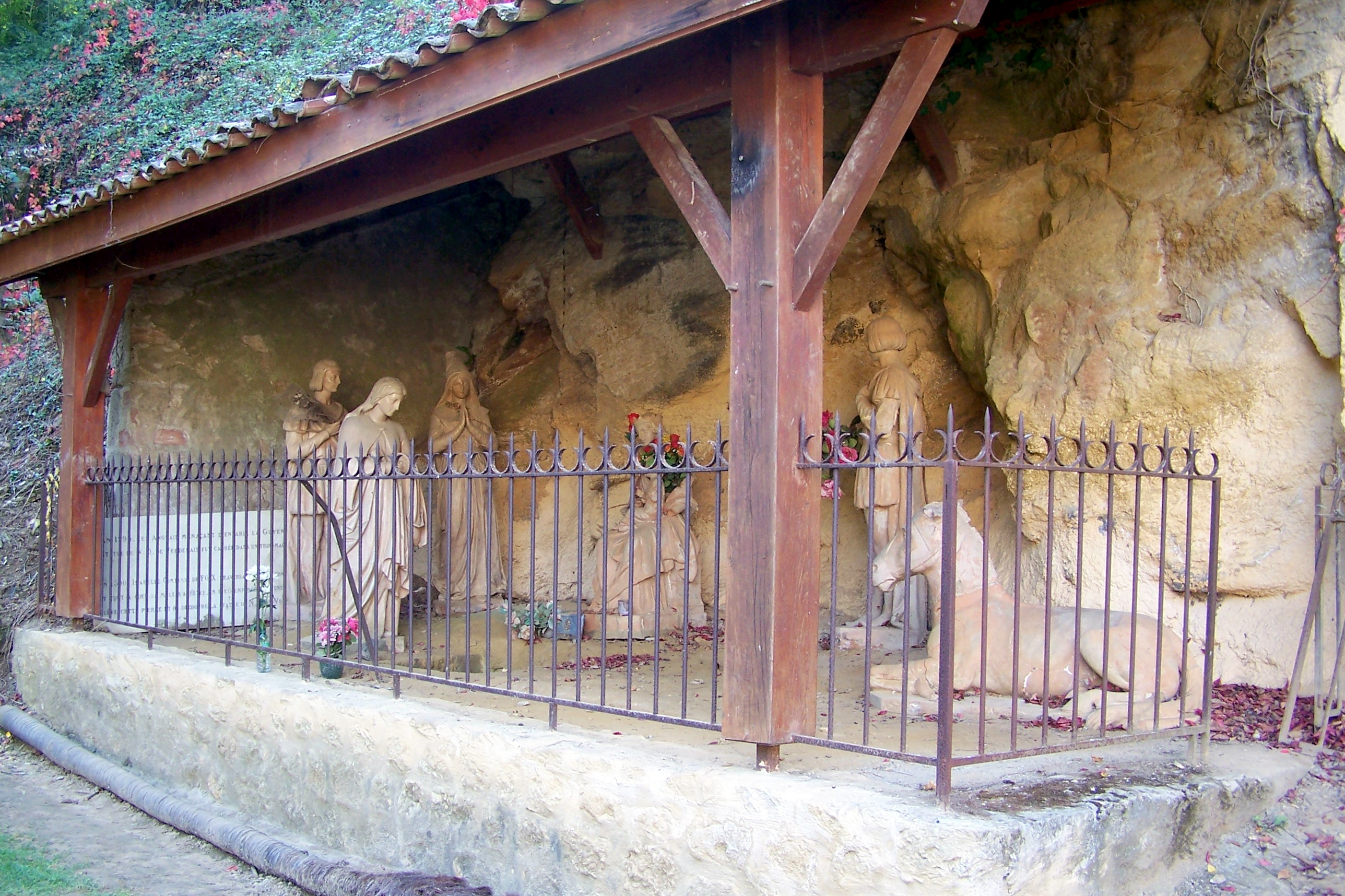
Vue d'ensemble du groupe commémoratif (oct 2011)
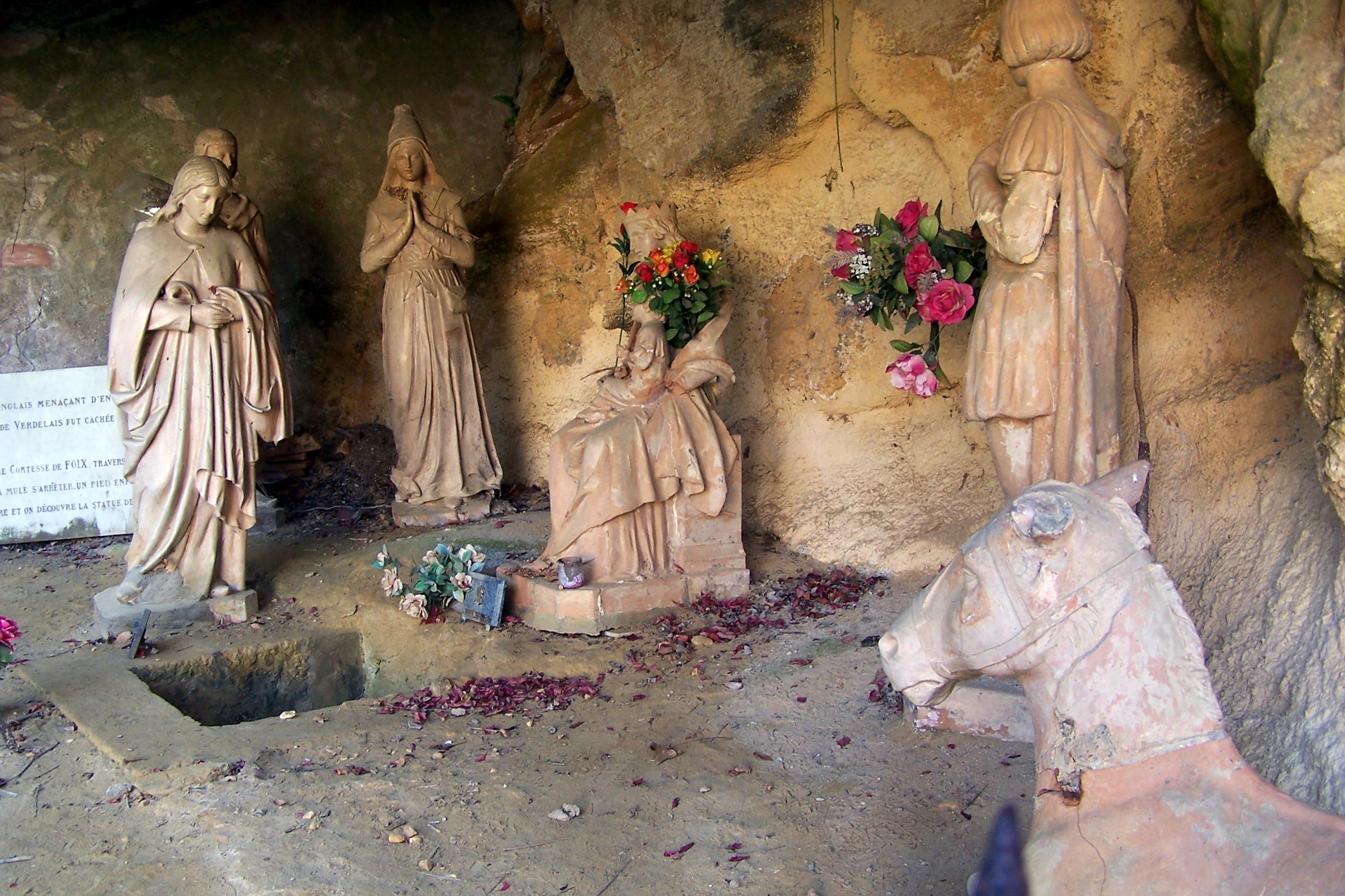
Vue rapprochée du groupe (août 2011)
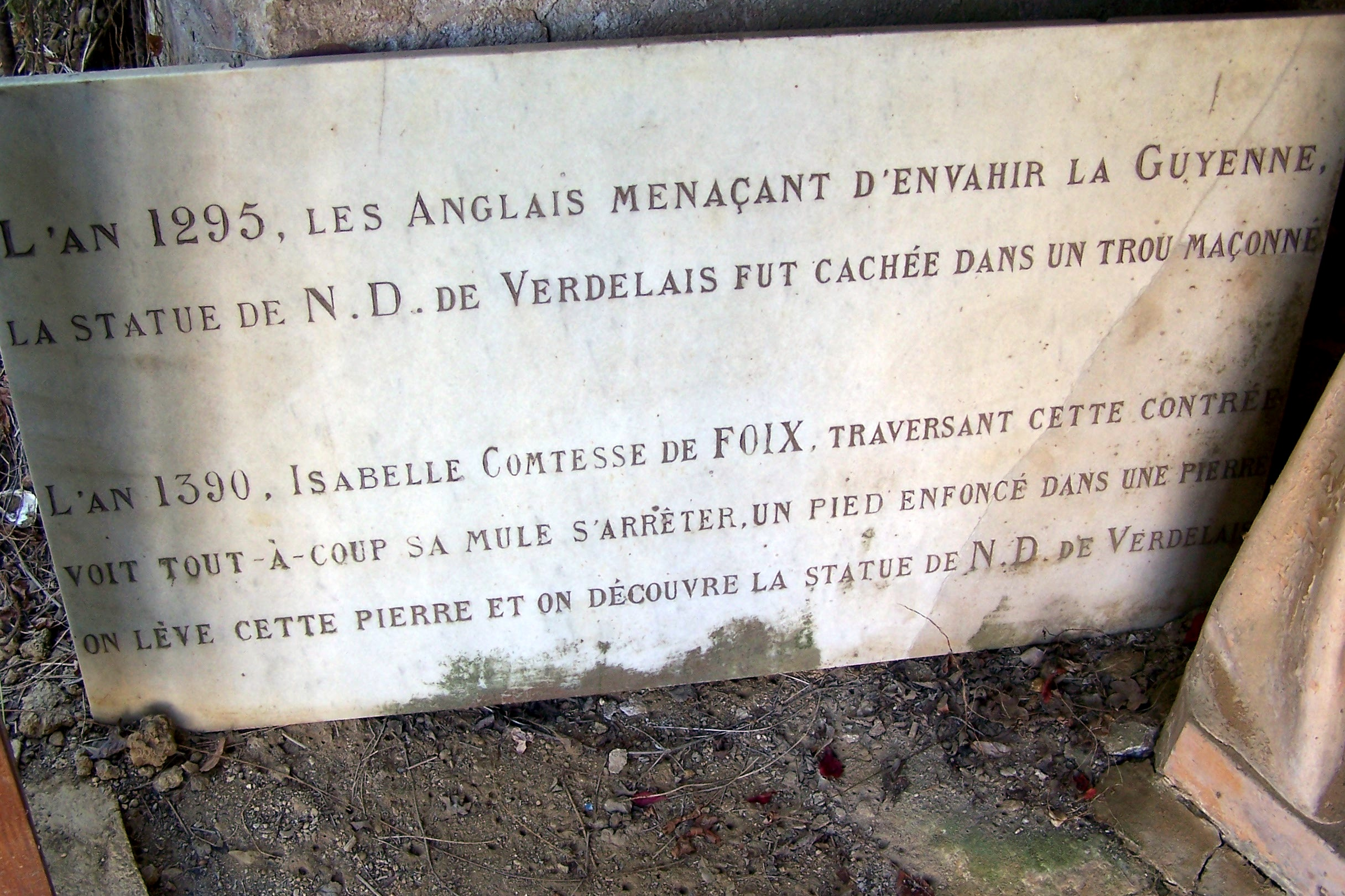
Plaque d'information du groupe commémoratif (août 2011)